# Wikipedia Monument
Wikipedia Monument (polsky Pomnik Wikipedii, česky Pomník Wikipedii) je pomník, který se nachází v polské Słubici v okrese Słubice (powiat Słubice) v Lubušském vojvodství.

## Historie a popis díla
Sochu navrhl arménský sochař Mihran Hakobyan, aby tím uctil přispěvatele Wikipedie. Materiál na výrobu sochy stál přibližně 50 000 złotych a byl financován městem Słubice. Byla odhalena na Frankfurtském náměstí dne 22. října 2014 při ceremonii, které se zúčastnili zástupci z obou místních poboček Wikimedia a Wikimedia Foundation. Pomník znázorňuje čtyři nahé mužské a ženské postavy, které v rukou drží nad hlavami kulaté logo Wikipedie. Postavy jsou umístěné na soklu, který připomíná shohy tiskovin. Celá socha je vysoká přes dva metrymá výšku 2,5 m. Na soklu jsou umístěny skleněné pamětní desky s textem v angličtině a němčině.

## Reakce Jimmyho Walese
Musím říci, že když byla Wikipedie v roce 2001 spuštěna, tak jsem si nikdy nepředstavoval, že by jednoho dne mohla být poctěna památníkem – píšeme o nich, fotografujeme je a máme i soutěž Wiki miluje památky a teď máme i svůj vlastní památník. Je to doopravdy vzrušující a výjimečný den, den, kdy světlo reflektorů svitlo na stovky Wikimedianů, kteří editují Wikipedii a dělají z ní zdroj bezplatně dostupného vědění, kterým se stala. Už se těším až jednoho dne Słubici navštívím a ten památník uvidím na vlastní oči.
Jimmy Wales, spoluzakladatel Wikipedie, při příležitosti odhalení sochy

## Galerie

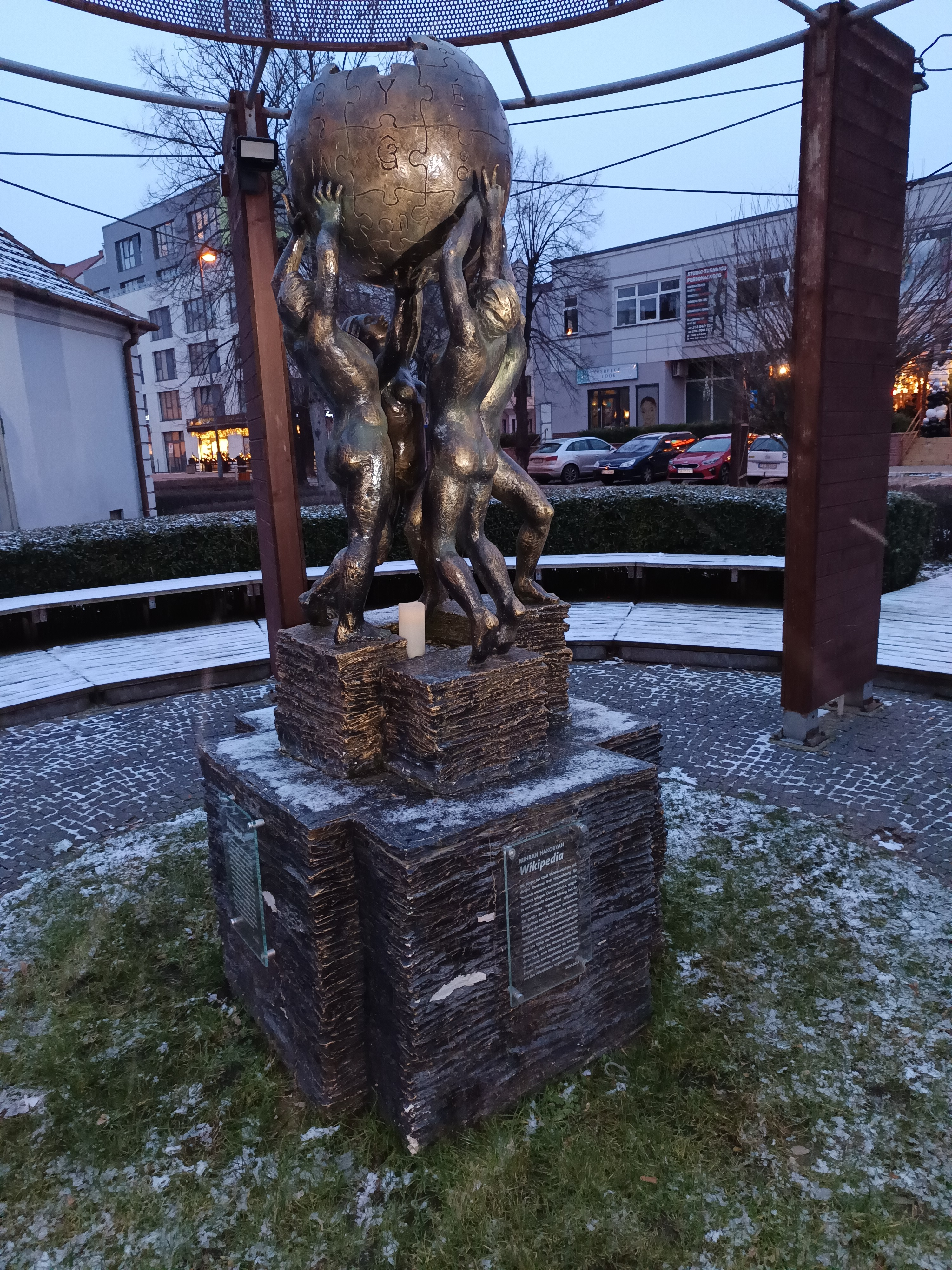
Památník v zimě 2025
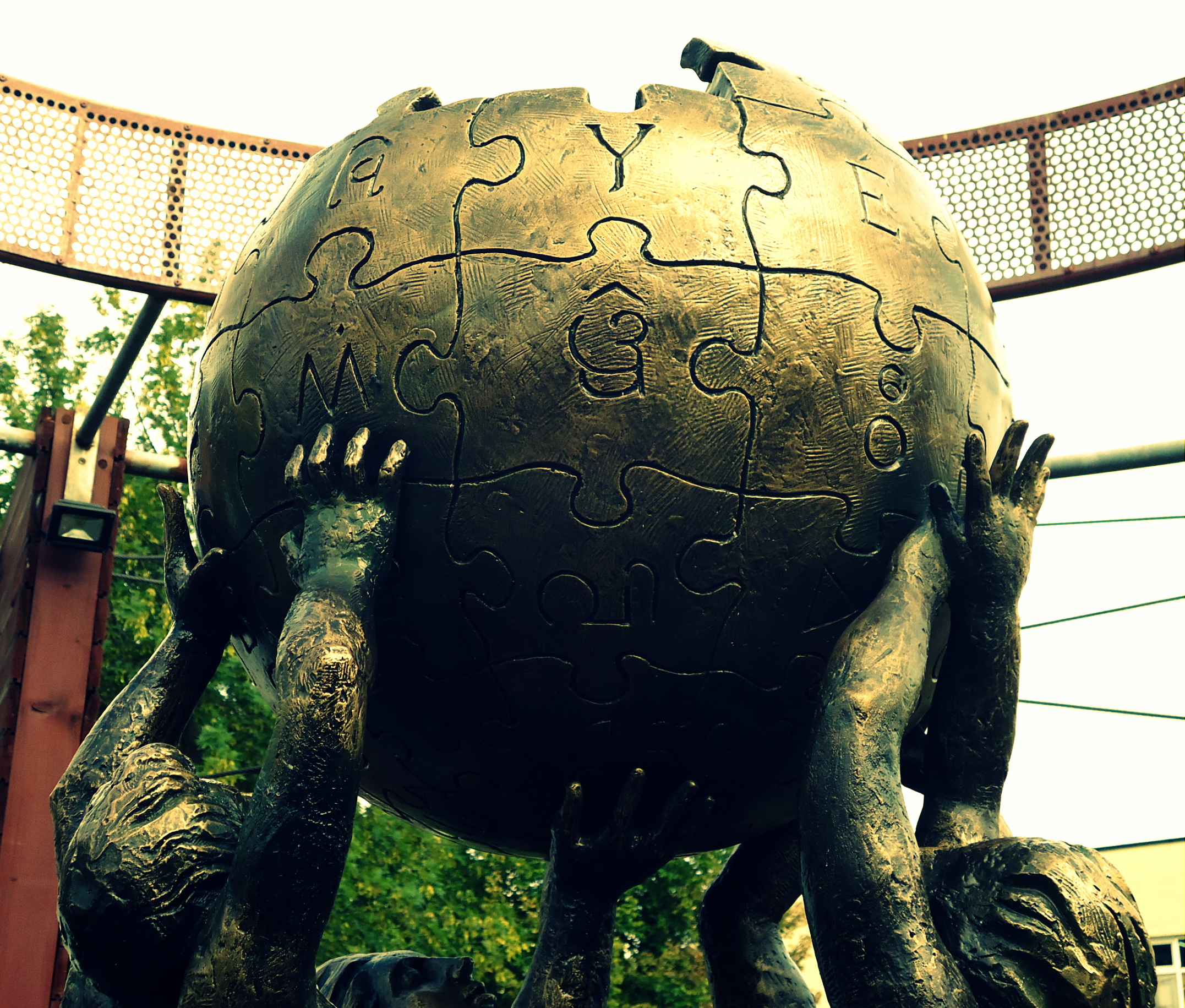
Detail díla
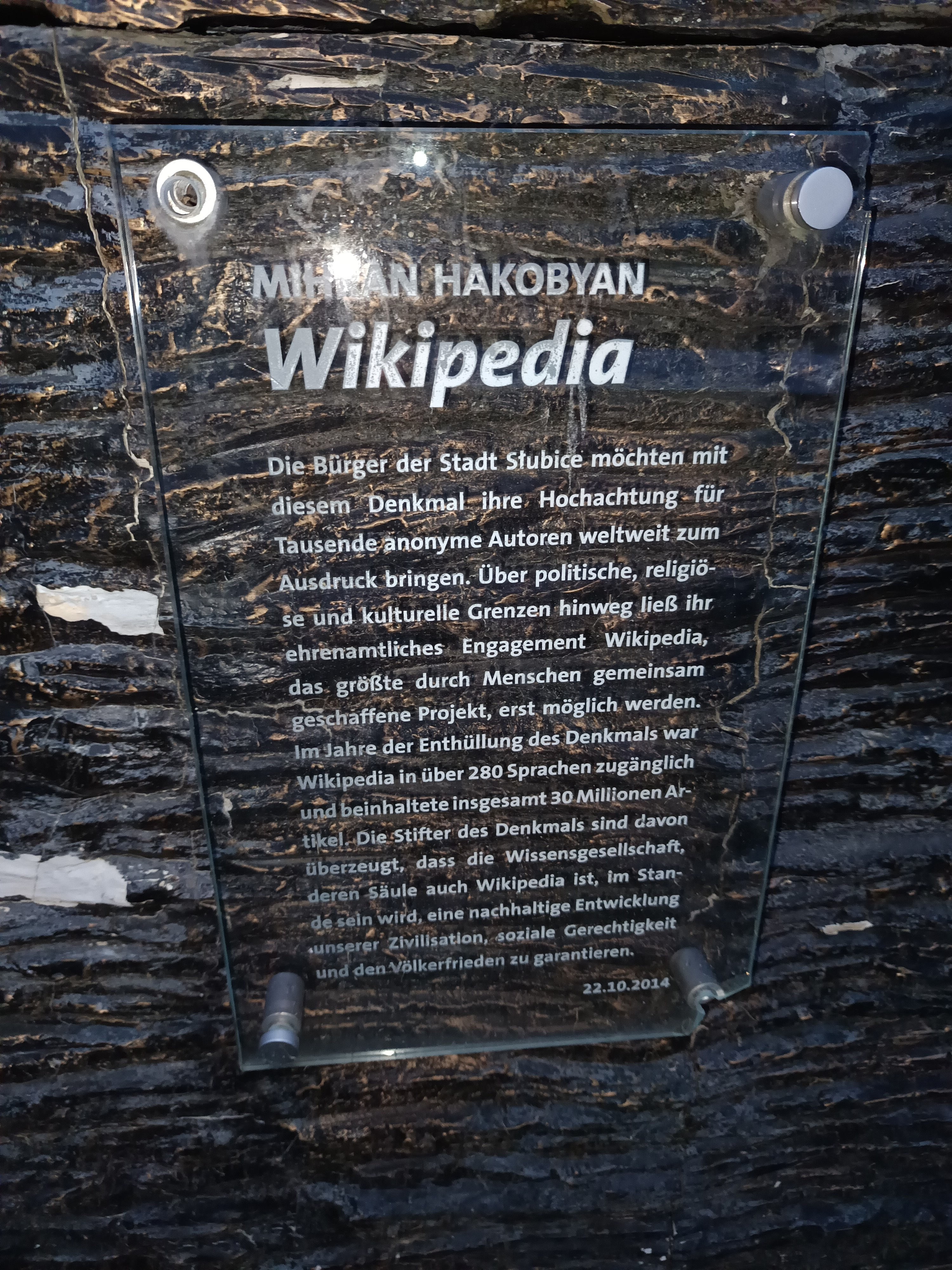
Pamětní deska na soklu s textem v němčině
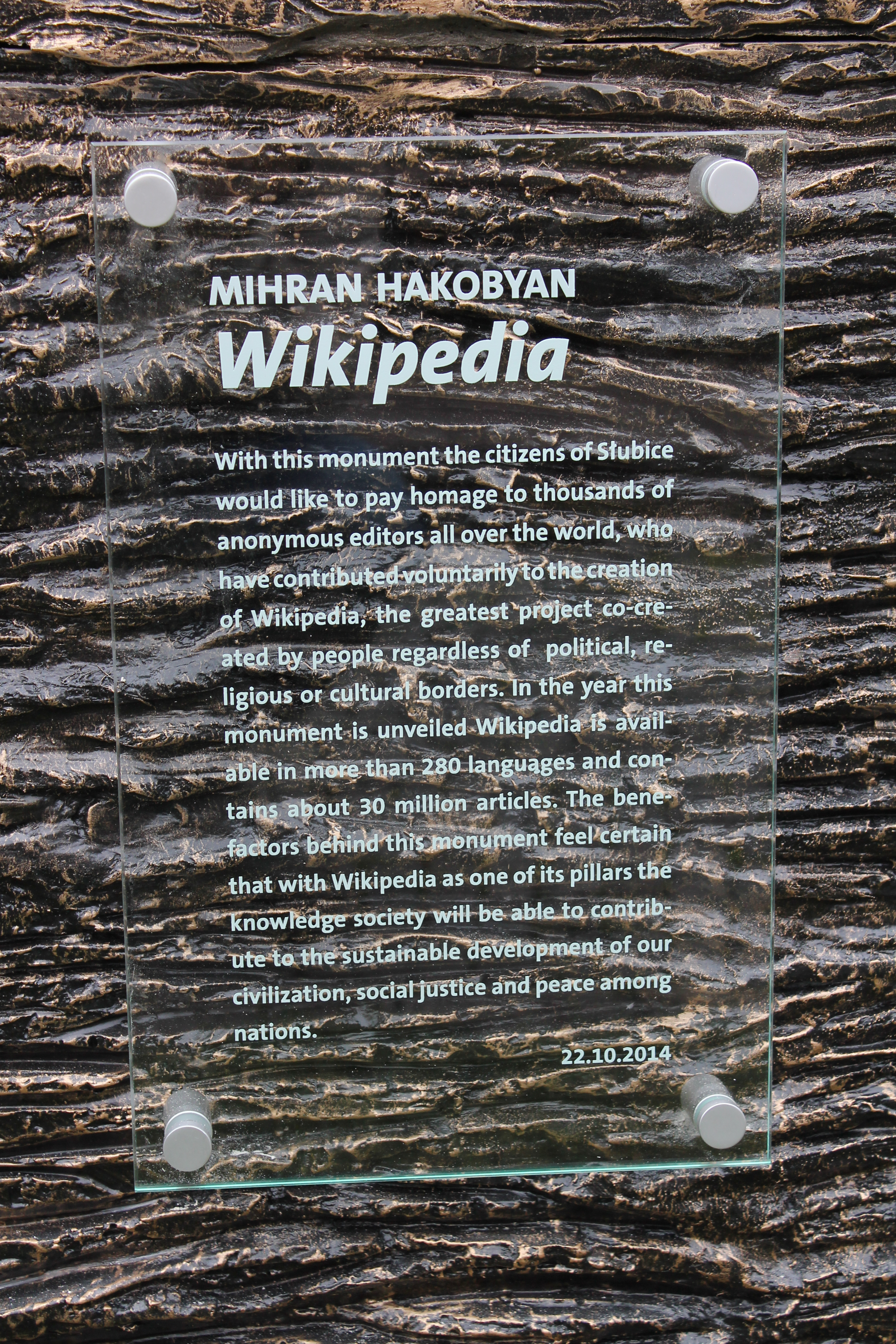
Pamětní deska na soklu s textem v angličtině